# Caleta Segovia
Die Caleta Segovia (spanisch) ist eine Bucht an der Danco-Küste des Grahamlands im Norden der Antarktischen Halbinsel. Auf der Ostseite der Arctowski-Halbinsel liegt sie als Nebenbucht der Wilhelmina Bay nördlich der Beaupré Cove. 
Argentinische Wissenschaftler benannten sie. Der weitere Benennungshintergrund ist nicht überliefert.